# Flughafen Berlin-Schönefeld
Flughafen Berlin-Schönefeld, også benævnt Berlin-Schönefeld International Airport eller blot Berlin-Schönefeld (IATA: SXF, ICAO: EDDB), er en tidligere international lufthavn beliggende i Schönefeld i kommunen Dahme-Spreewald i Brandenburg i Tyskland, umiddelbart syd for grænsen til Berlin og ca. 18 km. fra Berlins centrum. 
Flughafen Berlin-Schönefeld blev fra 2011 ombygget til Berlin Brandenburg lufthavn, der i 2020 afløste Berlin-Schönefeld.
Schönefeld betjente i 2006 6.059.343 passagerer. En stor del af lufthavnens trafik bestod af internationale charter- og lavprisfly. I tilknytning til lufthavnen findes en S-Bahn-station.

## Historie
Lufthavnen blev opført i 1934 og anvendtes frem til 1945 af flyfabrikanten Henschel, der byggede omkring 14.000 fly i sin fabrik på stedet. 22. april 1945 erobrede sovjetiske tropper Schönefeld og allerede i 1946 indledte Aeroflot flytrafik fra Moskva. I 1954 blev lufthavnen frigivet af Sovjetunionen. Schönefeld-lufthavnen var fra 1949 til 1990 den største civile lufthavn i DDR og den eneste lufthavn, der betjente det daværende Østberlin. I perioden blev lufthavnen omdøbt adskillige gange; den hed blandt andet Zentralflughafen Berlin-Schönefeld. I 1976 indviedes en ny passagerterminal. DDR's luftfartsselskab Interflug havde Schönefeld som sin primære hub frem til selskabets fusion med Lufthansa i 1991. Efter Tysklands genforening satsede Schönefeld på charter- og lavprisfly.